# Basisregistratie Ondergrond
De Basisregistratie Ondergrond, afgekort BRO, is de Nederlandse basisregistratie voor gegevens over de ondiepe en diepe ondergrond in Nederland.
De basisregistratie wordt in eerste instantie opgebouwd uit de gegevens in de databanken Data en Informatie van de Nederlandse Ondergrond (DINO) van de Geologische Dienst Nederland van TNO (TNO-GDN) en het Bodemkundig Informatiesysteem (BIS) van WENR, een onderdeel van Wageningen UR.
De basisregistratie wordt geregeld in de Wet basisregistratie ondergrond. De verantwoordelijkheid voor de uitvoering berust bij het ministerie van Binnenlandse Zaken en Koninkrijksrelaties (BZK).